# Ashley Rickards
Ashley Nicole Rickards (n. 4 mai 1992, Sarasota, Florida, SUA) este o actriță americană, cunoscută pentru rolul său ca Jenna Hamilton în serialul de comedie difuzat de MTV, Awkward, și ca Samantha "Sam" Walker, din serialul de dramă pentru adolescenți de pe The CW, One Tree Hill. De asemenea, în 2011 a jucat în filmul de dramă Fly Away ca și Mandy, o fată cu autism sever.

## Copilăria și cariera în actorie
Rickards s-a născut în Sarasota, Florida. A crescut la o fermă de cai unde se făcea catering pentru copiii cu nevoi speciale. A urmat o școală locală din Montessori, unde, la vârsta de 13 ani, a avut primul contact cu actoria într-o producție de operă . Rickards a absolvit liceul la 15 ani și este membră Mensa. După ce a participat la un concurs local de talente, organizat de către Lou Pearlman, Rickards a călătorit la Los Angeles . După ce a absolvit, Rickards a început să apară într-un număr de roluri minore, în timp ce legile privind munca copiilor îi restricționau numărul de ore în care putea să muncească. După mai multe apariții scurte, incluzând un rol în videoclipul trupei The Format pentru piesa "She Doesn't Get It" în 2007, ea a primit un rol ca și Samantha Walker, în sezonul 6 din serialul difuzat de The CW, One Tree Hill. Deși nu auzise de serial înainte de audiții, Rickards a mărturisit că "am învățat atât de multe lucruri, de la tehnici de actorie la diferite moduri de a filma ". Personajul ei nu s-a reîntors pentru sezonul următor, în timp ce, în același an, Rickards a avut un rol minor în primul ei film de lung metraj, Gamer.
Rickards a petrecut mare parte din anul 2009 participând la audiții, în timp ce propunerea de a juca rolul principal în filmul Dirty Girl a căzut. În 2010 a apărut alături de Jimmy Smits într-un epidos din Outlaw , în timp ce, de asemenea, a dat audiție pentru rolul principal din serialul MTV Awkward (2011–prezent). Fiind inițial respinsă, managerul ei, Adam Griffin, a trimis producătorilor o casetă pe care Rickards a făcut-o pentru Fly Away "pentru a arăta că poate face orice". Actrița a primit ambele roluri și a filmat episodul pilot pentru serialul MTV înainte de Fly Away, un film de lung metraj în care juca o fată cu autism sever.
Jucând personajul principal în Awkward, profilul lui Rickards a început să crească, iar ea a primit și oportunitatea să regizeze un episod. În 2012 a avut un rol minor în comedia Struck by Lightning și în filmul Sassy Pants. În 2014, Richards a trecut la genul horror cu un rol principal în At the Devil's Door și ca o fiică adolescentă în A Haunted House 2. În 2015 a filmat al cincilea și ultimul sezon din Awkward.

## Alte activități
În 2011, Rickards a ajutat la lansarea Project Futures, fundația  Somaly Mam, care luptă pentru prevenirea și oprirea traficului de persoane și sclaviei sexuale din Asia de Sud-Est. În martie 2015 a publicat cartea A Real Guide to Getting It Together Once and For All.
De-a lungul carierei sale, a apărut în diverse videoclipuri muzicale precum cel al trupei The Fray, How to Save a Life.

## Filmografia
| An   | Titlu               | Rol             | Notițe     |
| ---- | ------------------- | --------------- | ---------- |
| 2006 | Web Journal Now     | Janet           | Film scurt |
| 2007 | Spoonfed            | Bridgette       | Film scurt |
| 2009 | Gamer               | 2Katchapredator |            |
| 2011 | Fly Away            | Mandy           |            |
| 2012 | Struck by Lightning | Vicki Jordan    |            |
| 2012 | Sassy Pants         | Bethany Pruitt  |            |
| 2014 | At the Devil's Door | Hannah          |            |
| 2014 | A Haunted House 2   | Becky           |            |
| 2014 | Behaving Badly      | Kristen Stevens |            |
| 2016 | The Outskirts       | Virginia        |            |

| An      | Titlu                               | Rol                   | Notițe                                            |
| ------- | ----------------------------------- | --------------------- | ------------------------------------------------- |
| 2006    | Everybody Hates Chris               | Girl                  | Episodul: "Everybody Hates Superstition"          |
| 2007    | CSI: NY                             | Young Lindsay Monroe  | Episodul: "Sleight Out of Hand"                   |
| 2007    | Zoey 101                            | Molly Talbertsen      | Episodul: "Dance Contest"                         |
| 2007    | Ugly Betty                          | Sharra                | 2 episoade                                        |
| 2008–09 | One Tree Hill                       | Samantha "Sam" Walker | 19 episoade                                       |
| 2008    | Entourage                           | Candice               | Episod: "The All Out Fall Out"                    |
| 2010    | Outlaw                              | Tracy Vidalin         | Episod: "In Re: Tracy Vidalin"                    |
| 2011-16 | Awkward                             | Jenna Hamilton        | Rolul principal Regizor; episod: "Listen to This" |
| 2011    | American Horror Story: Murder House | Chloe Stapleton       | 2 episoade                                        |

## Premii și nominalizări
| An   | Premiu                              | Categorie                                      | Munca    | Rezultat |
| ---- | ----------------------------------- | ---------------------------------------------- | -------- | -------- |
| 2011 | Arizona International Film Festival | Cea mai bună performanță                       | Fly Away |          |
| 2012 | Critics' Choice Television Award    | Cea mai bună actriță într-un serial de comedie | Awkward  |          |
| 2012 | Teen Choice Award                   | Vedeta TV în vară: Femeie                      | Awkward  |          |

## References
1. ↑  Ashley Rickards (în engleză), TV Guide, accesat în 5 aprilie 2020
2. ↑  Goldberg, Lesley (14 noiembrie 2011).
3. ↑  Plank, Alex (16 august 2011).
4. 1 2  Riley, Jenelle (21 iulie 2011).
5. ↑  Chelsea Lately.
6. ↑  Gach, PJ.
7. ↑  She is represented by KLWGN (management), United Talent Agency (agent) and Hansen Jacobson (legal) "Rickards listing 2013"
8. ↑  Martin, Denise (19 iulie 2012).
9. ↑  "Seventeen interview 2009" Staff writer, 'Ashley Rickards from One Tree Hill talks on-set style!'
10. ↑  "April 2008 news item" Arhivat în 3 martie 2016, la Wayback Machine. Warner Loughlin Studio news item
11. ↑  "Griffin interview" Tara McNamara, 'Adam Griffin, Manager learned from his young charge', Variety, 13 septembrie 2012
12. 1 2  "Collider 2011 interview" Christina Radish, Ashley Rickards Exclusive Interview Awkward', Collider, 20 iulie 2011
13. ↑  "Awkward's Ashley Rickards Says Making Out on Set Is Not Sexy".
14. ↑  "Ashley Rickards Tells Us How She Played Possessed In 'At The Devil's Door'" Arhivat în 31 martie 2016, la Wayback Machine..
15. ↑  "A Haunted House 2 Interviews with Marlon Wayans, Jaime Pressly, Ashley Rickards".
16. ↑  "MTV's Awkward to End After Season 5" Arhivat în 8 octombrie 2014, la Wayback Machine..
17. ↑  "Somaly.org press release Arhivat în 13 decembrie 2013, la Wayback Machine. List Rickards as one of the participants at the LA launch, no other mention of her involvement after that.
18. ↑  Olya, Gabrielle (21 martie 2015).